# Helmut König (Politikwissenschaftler)
Helmut König (* 27. März 1950 in Eslohe (Sauerland)) ist ein deutscher Politikwissenschaftler und war von 1994 bis Juli 2017 Universitätsprofessor am Institut für Politische Wissenschaft der RWTH Aachen.
König studierte Politikwissenschaft, Geschichte und Philosophie in München und Berlin, wo er promovierte. Seine Forschungsschwerpunkte liegen im Bereich Politische Philosophie, Nationalsozialismus und Vergangenheitsbewältigung.
König ist seit 1989 Mitherausgeber der Zeitschrift für Sozialwissenschaft Leviathan.

## Publikationen (Auswahl)
- Zivilisation und Leidenschaften. Die Masse im bürgerlichen Zeitalter. Rowohlt Taschenbuch Verlag, Reinbek bei Hamburg 1992, ISBN 978-3-499-55513-8.
- Die Zukunft der Vergangenheit. Der Nationalsozialismus im politischen Bewußtsein der Bundesrepublik. Fischer Taschenbuch Verlag, Frankfurt am Main 2003, ISBN 978-3-596-15715-0.
- Politik und Gedächtnis. Velbrück Wissenschaft, Weilerswist 2008, ISBN 978-3-938808-50-4.
- Elemente des Antisemitismus. Kommentare und Interpretationen zu einem Kapitel der Dialektik der Aufklärung von Max Horkheimer und Theodor W. Adorno. Velbrück Wissenschaft, Weilerswist 2016, ISBN 978-3-95832-095-6.
- Lüge und Täuschung in den Zeiten von Putin, Trump & Co. transcript, Bielefeld 2020, ISBN 978-3-8376-5515-5.